# Dipayal Silgadhi
Dipayal Silgadhi, o più semplicemente Dipayal, è una città del Nepal, capoluogo della regione Estremo Occidente e del distretto di Doti.
La città si trova a circa 550 m di altitudine lungo il corso del fiume Seti, circa 50 km a monte della confluenza di questo nel Karnali.